# Włyń
Włyń [pronunciación en polaco: /vwɨɲ/] es un pueblo ubicado en el distrito administrativo de Gmina Warta, dentro del Distrito de Sieradz, Voivodato de Łódź, en Polonia central. Se encuentra aproximadamente a 4 kilómetros al este de Warta, a 12  kilómetros al noroeste de Sieradz, y a 56 kilómetros al oeste de la capital regional Łódź.